# 韓語学所

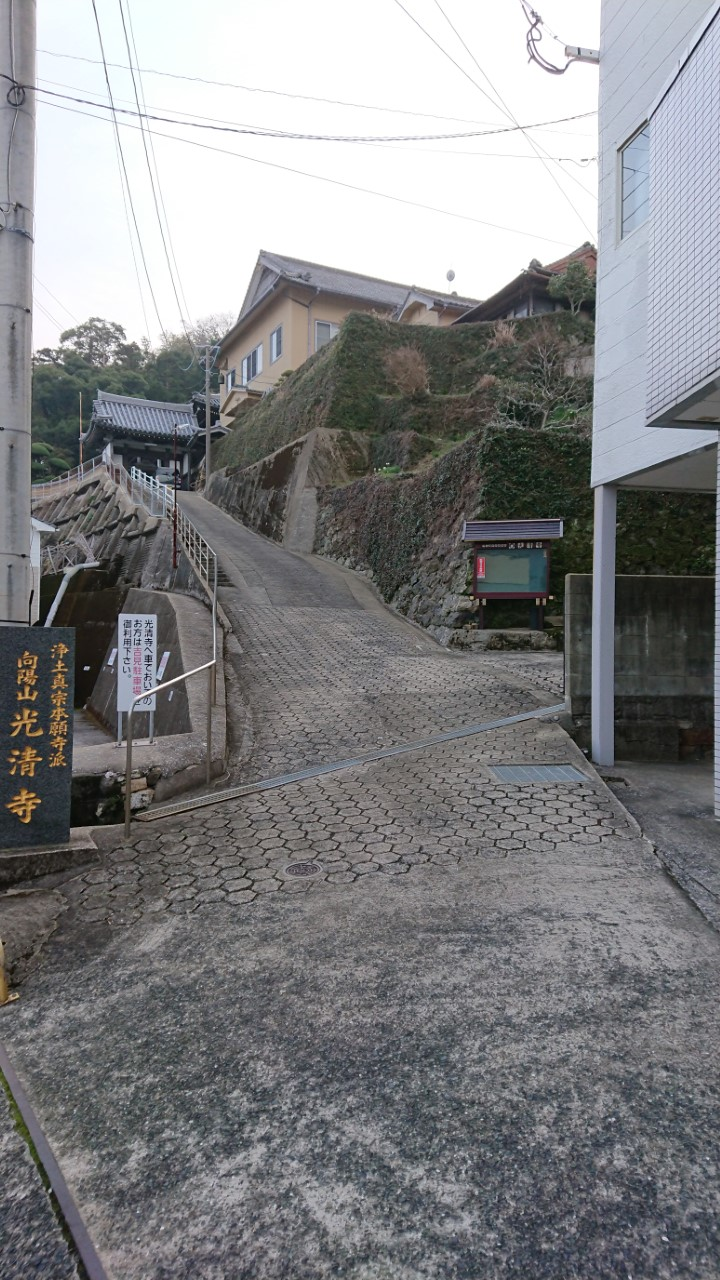
光清寺

韓語学所（かんごがくしょ）は、長崎県下県郡（現・対馬市）厳原町久田道（くたどう）町にあった、韓語（朝鮮語）を教育する官立の学校。東京外国語大学の源流の一つである。

## 概要
韓語（朝鮮語）は当時の対馬の島民にとって、藩政時代以来、交易上最も必要な外国語であった。1872年（明治5年）に厳原の吉副喜八郎、越粕太郎らの発起により、外務省が厳原町久田道にある光清寺に、韓語の教育学校「韓語学所」を開設した。その後、維新政府の対朝鮮政策もあって、韓語教育の重要性は増していった。1880年（明治13年）に、東京外国語学校（現在の東京外国語大学）へ移されるまでの間、1875年（明治8年）9月に発生した江華島事件やその後の朝鮮修好交信使来日の際に、韓語学所の学生が通訳として活躍した。
- 光清寺の現住所 - 〒817-0031 長崎県対馬市厳原町久田道1498（北緯34度11分56秒 東経129度17分15秒）

## 歴史
- 1872年（明治5年）8月23日 - 外務省により、厳原町久田道の光清寺に「韓語学所」が開設される。
- 1873年（明治6年）8月2日 - 厳原にある韓語学所が廃止される[1]。
- 1873年（明治6年）10月22日 - 釜山にある草梁倭館の中の篭懸屋に二代目の韓語学所が開設される[2]。
  - この時、外務省から文部省に移管された。
- 1880年（明治13年）- 韓語学所が東京外国語学校に移転・統合する。
  - 東京外国語学校の朝鮮語学科となったが、一部の生徒は引き続き釜山で学習を継続した[3]。

移転後の対馬
- 1883年（明治16年）- 長崎県立厳原中学校（旧制）[4]に韓語学部が設置される。
- 1884年（明治17年）4月1日 - 長崎県立厳原中学校が廃止される[5]。
- 1904年（明治34年）- （上県郡・下県郡）総町村連合会が「韓語速成夜学会」の開設を発議。
- 1905年（明治35年）2月 - 約90名の入会者を集め、韓語速成夜学会（修業年限1年）の授業を開始。
- 1908年（明治41年）- 「韓語研修会」に改称。（廃止年月日不詳）